# مناقب آل ابی‌طالب

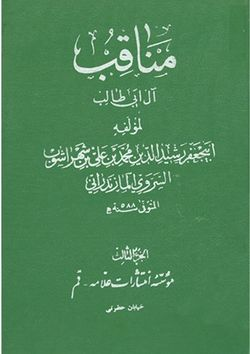

مناقب آل ابی‌طالب (نوشته کمی پس از ۵۵۳ ه‍.ق) از آثار ابن شهرآشوب (وفات ۵۸۸ ه‍.ق) است. این کتاب با ذکر مناقب پیامبر اسلام آغاز می‌شده، با امامان شیعه ادامه یافته و به ذکر صحابه و تابعین پایان می‌پذیرفته‌است، اما نسخه‌های موجود با ذکر بخش حسن عسکری به انجام می‌رسد. بسیار بعید است که بخش آخر کتاب نوشته نشده‌باشد، چراکه خود ابن شهرآشوب در کتاب معالم العلماء خویش، به بخش حجت بن الحسن ارجاع داده و ابن طاووس نیز در الملاحم از آن مطالبی نقل کرده‌است. حسین بن جبر تلخیصی از آن را تهیه کرده و نخب المناقب نامیده‌است.